# Danger Days: The True Lives of the Fabulous Killjoys
Danger Days: The True Lives of the Fabulous Killjoys är My Chemical Romances fjärde studioalbum. Albumet släpptes 19 november 2010. Konceptet för albumet följer The "Fabulous Killjoys" i Kalifornien år 2019. Bandmedlemmarnas alter-egon är the four killjoys: "Party Poison" (Gerard Way), "Jet Star" (Ray Toro), "Fun Ghoul" (Frank Iero), och "Kobra Kid" (Mikey Way). Från början var det tänkt att dessa namn skulle vara namn på deras rayguns, men folk började kalla bandmedlemmarna för namnen så de fick helt enkelt ändra lite i planerna. I musikvideon till "Na Na Na" och SING får man följa the Killjoys när de slåss mot det onda företaget  Better Living Industries (BL/ind.) och deras ledare Korse, och hans armé av Draculoids. Deras guide är en piratradio-DJ vid namn Dr. Death Defying, som spelas av Steven Montano (Gitarrist i bandet Mindless Self Indulgence). En ung flicka vid namn Grace är med the Killjoys, och BL/Ind. försöker kidnappa henne.

## Låtlista
1. Look Alive, Sunshine - 0:29
2. Na Na Na (Na Na Na Na Na Na Na Na Na) - 3:26
3. Bulletproof Heart - 4:56
4. SING - 4:30
5. Planetary (GO!) – 4:06
6. The Only Hope For Me Is You - 4:32
7. Jet-Star And The Kobra Kid Traffic Report - 0:26
8. Party Poison - 3:36
9. Save Yourself, I'll Hold Them Back - 3:50
10. S/C/A/R/E/C/R/O/W - 4:28
11. Summertime - 4:06
12. Destroya - 4:32
13. The Kids From Yesterday - 5:25
14. Goodnight, Dr. Death - 01:59
15. Vampire Money - 03:38

### Singlar
- Na Na Na (2010)
- The Only Hope For Me Is You (2010)
- SING (2010)
- Bulletproof Heart  (2011)